# 백년의 가게
백년의 가게는 매주 일요일 오후 1시 20분에 KBS 1TV에서 방송된 텔레비전 프로그램이다.

## 기획 의도
대한민국을 비롯한 여러 나라의 장수가게의 성공 비결을 밀착 취재하여 100년을 이어갈 우리나라 미래의 가게들에게 구체적인 비전을 제시한다.

## 방송 시간
| 방송 제목    | 방송 기간                          | 방송 시간                             |
| ------------ | ---------------------------------- | ------------------------------------- |
| 100년의 기업 | 2011년 1월 9일 ~ 2011년 5월 29일   | 매주 일요일 오전 9:00 ~ 10:00 (60분)  |
| 100년의 기업 | 2011년 6월 1일 ~ 2011년 11월 2일   | 매주 수요일 오후 11:40 ~ 12:25 (45분) |
| 백년의 가게  | 2011년 11월 13일 ~ 2012년 2월 26일 | 매주 일요일 오전 7:30 ~ 8:00 (30분)   |
| 백년의 가게  | 2012년 3월 4일 ~ 2013년 1월 20일   | 매주 일요일 오후 1:20 ~ 1:50 (30분)   |
| 백년의 가게  | 2012년 5월 18일 ~ 2013년 1월 18일  | 매주 금요일 오후 1:30 ~ 2:00 (재방송) |

## 방송 목록

### 2011년

#### 100년의 기업
| 회차 | 방송일    | 방송 내용 |
| ---- | --------- | --- |
| 1    | 1월 9일   | (일본) 선진로봇기술의 단초를 목격하다 - 카라쿠라 인형 장인 타마야 쇼베이 (이탈리아) 천년 소리의 숨결 - 이탈리아 종의 명가 마리넬리                                               |
| 2    | 1월 16일  | (일본) 살아 있는 역사가 된 여관 - 1,300년 전통 일본 '호시료칸' (오스트리아) 최고 명품 우산에 도전하라 - 108년 우산 명가 '키르히탁'                                               |
| 3    | 1월 23일  | (중국) 일만 년 역사를 꿈꾸다 - 348년 가위의 명가 장쇼우췐 (스위스) 시간의 예술, 137년 전통의 피아제                                                                              |
| 4    | 1월 30일  | (헝가리) 세계 왕실의 선택을 받다 - 185년 헝가리 명품 도자기 '헤렌드' (말레이시아) 155년 전통이 빚어낸 맛! - 연 매출 70억 원 페낭 과자, '기향(義香)'                              |
| 5    | 2월 6일   | (프랑스) 빛의 예술 스테인드글라스 명가 루아르 (일본) 가나자와 황금의 연못을 가다 - 100년 전통의 금박 공예, 일본 <사쿠다공방>                                                     |
| 6    | 2월 13일  | (헝가리) 헝가리의 맛! 국가 브랜드 1위 - 142년 전통 살라미 '피크 세게드' (말레이시아) 126년 말레이시아 주석제품 평가 '로열 슬렝고'                                                |
| 7    | 2월 20일  | (미국) 전자기타의 살아있는 전설 - 117년 전통 기타 명가 깁슨 (포르투갈) 포르투갈 황제의 빵 - 182년 제과 명가, '콘페이타리아 나시우날'                                             |
| 8    | 2월 27일  | (일본) 일본에서 가장 오래된 국숫집 - 546년 전통 메밀국수, '오와리야' (프랑스) 세상에서 단 하나뿐인 가구 - 126년 전통 프랑스 무아쏘니에                                           |
| 9    | 3월 6일   | (이탈리아) 색(色)의 판타지아 유리에 마법을 걸다 - 400년 유리 공예 명가 '스키아본' (스위스) 영혼을 울리는 소리, 오르골 - 145년 전통 '루즈'                                        |
| 10   | 3월 13일  | (독일) 평생의 친구, 명품 인형을 만들다 - 131년 독일 봉제완구 기업 슈타이프 (프랑스) 자동차 문화를 판매한다! - 122년 프랑스 타이어 회사 미쉐린                                    |
| 11   | 3월 20일  | (독일) 신의 소리를 울려라 - 229년 금관악기 명가, '뮤직 알렉산더' (대만) 사람이 빚고 자연이 숙성시키다 - 104년 타이완 간장 명가, '완쭈앙'                                         |
| 12   | 3월 27일  | (프랑스) 프랑스 전통 빵의 세계화 - 122년 역사, '폴' (독일) 순수 맥주의 혈통을 잇는다 - 178년 독일 맥주 명가, '발트하우스'                                                        |
| 13   | 4월 3일   | (독일) 동화 속 세상이 현실이 되다! - 113년 목공예 명가, '뮐러' (스페인) 세계 최장수 레스토랑을 가다 - 286년 전통, 스페인 <보틴>                                                  |
| 14   | 4월 17일  | (프랑스) 태양과 바람이 빚은 교황의 와인 - 310년 프랑스 와인 명가, '프레지덩뜨 도멘' (스위스) 첨단기술과 자연의 조화 - 263년 전통, 침대 명가 로비바                               |
| 15   | 4월 24일  | (스페인) 스페인의 문화를 담다 - 165년 가죽 명가 로에베 (스위스) 녹슬지 않는 자부심으로 만든다 - 127년 칼의 명가 빅토리녹스                                                       |
| 16   | 5월 1일   | (체코) 황제의 말 '클라드루비'를 지켜가라 - 432년 역사, 체코 국립 종마농장 (중국) 3천년 중국 신발의 역사를 잇는다 - 158년 전통 신 명가 네이렌셩                                   |
| 17   | 5월 8일   | (이탈리아) 교황의 식탁 위를 장식하다 - 166년 금속 공예 명가 미씨알리아 (독일) 카메라의 전설, 사진의 혁명을 꿈꾸다 - 163년 카메라 명가, '라이카'                                  |
| 18   | 5월 22일  | (이탈리아) 이탈리아 '그라냐노' 파스타의 화려한 변신 - 131년 파스타 명가, '파브리카 델라 파스타' (중국) 평생을 함께하는 붓을 만들어라 - 중국 붓의 명가 다이웨쉬안                 |
| 19   | 5월 29일  | (포르투갈) 포르투갈 아줄레주, 그 푸른 빛에 매료되다 - 270년의 아줄레주 명가 파브리카 산타나 (일본) 일본의 맛, 다시마로 천하를 사로잡다 - 164년 다시마식품 명가 오쿠라야 야마모토 |
| 20   | 6월 1일   | (터키) 터키 카펫의 자존심을 잇다 - 115년 전통 카펫 명가, '하스 할르' |
| 21   | 6월 15일  | (이탈리아) 세계를 녹인 이탈리아의 맛 - 131년 젤라또 명가, '빨라쪼 델 프레도' |
| 22   | 6월 29일  | (미국) 미국 건축에 역사를 쓰다! - 113년 전통, 인테리어 명가 램부쉬 |
| 23   | 7월 13일  | (일본) 고객의 마음에 영원한 감동을 남기다 - 141년 사진 명가 우치다 사진관 |
| 24   | 7월 20일  | (영국) 스코틀랜드의 상징 타탄, 세계의 디자인이 되다 - 143년 의류 명가 킨록 앤더슨                                                                                                |
| 25   | 7월 27일  | (일본) 화과자의 본고장, 오카야마의 대표 만쥬 - 174년 화과자 명가 오오테만쥬 |
| 26   | 8월 3일   | (프랑스) 세계가 인정한 주방의 예술품 - 181년 주방기구 명가 프랑스 모비엘 |
| 27   | 8월 10일  | (프랑스) 프랑스 향수의 자존심을 담는다 - 112년 수제 향수병 제조 명가 <월테스페르제>                                                                                              |
| 28   | 8월 17일  | (독일) 독일 국민 도자기의 명성을 이어가라 - 217년 도자기 명가 첼러 케라믹 |
| 29   | 8월 24일  | (일본) 북으로 사람의 마음을 울려라! - 403년 북 명가 아사노타이코 |
| 30   | 9월 7일   | (이탈리아) 달콤한 추억, 인생의 맛을 전한다 - 228년 전통 이탈리아 콘페티 명가, '펠리노'                                                                                           |
| 31   | 9월 14일  | (덴마크) 청각기술로 인간의 삶을 향상시키다 - 108년 보청기 제조 업체 오티콘 |
| 32   | 9월 21일  | (중국) 153년 전통의 맛으로 대륙을 평정하다 - 중국 만두의 명가 <꺼우부리> |
| 33   | 9월 28일  | (일본) 최고가 아니면 만들지 않는다! - 106년 안경 제조업체 마스나가 |
| 34   | 10월 12일 | (중국) 중국 비단 이불의 전통을 이어가라 - 124년 중국 비단 명가 <써우창호> |
| 35   | 10월 19일 | (이탈리아) 수도사들, 피부 치료로 사랑을 실천하다 - 154년 피부 치료 명가 이디 IDI                                                                                                 |
| 36   | 10월 26일 | (독일) 추억을 담는 작은 세상 - 독일 미니어처 제조 기업 '노흐(NOCH)' |
| 37   | 11월 2일  | (미국) 길 위의 로망을 꿈꾸게 하라 - 모터사이클 108년 <할리 데이비슨> |

#### 백년의 가게
| 회차 | 방송일    | 방송 내용                                                                                     |
| ---- | --------- | --------------------------------------------------------------------------------------------- |
| 1    | 11월 13일 | (프랑스) 파리지앵의 입맛을 사로잡다! - 125년 식료품점 <포숑(Fauchon)>                         |
| 2    | 11월 20일 | (일본) 문화의 바람을 일으키다 - 일본 부채 명가 <미야와키 바이셍안>                            |
| 3    | 11월 27일 | (영국) 1페니에서 시작된 역사 - 206년 전통 이발소 <트루핏 앤 힐>                               |
| 4    | 12월 4일  | (프랑스) 프랑스의 역사를 기록한다 - 685년 수제 종이 명가 <리샤르 드 바>                       |
| 5    | 12월 11일 | (일본) 시대의 맛을 빚어내다 - 일본 초밥 명가 <긴자 스시코 혼텐>                               |
| 6    | 12월 18일 | (헝가리) 우아하고! 격조 있게! 세계의 식탁을 점령하다 - 헝가리 <Ajka 크리스털>                 |
| 7    | 12월 25일 | (오스트리아) 110년! 지구촌의 크리스마스를 장식하다! - 오스트리아 <오리지널 비엔나 스노글로브> |

### 2012년, 2013년
| 회차 | 방송일    | 방송 내용                                                                               | 비고                                       |
| ---- | --------- | --------------------------------------------------------------------------------------- | ------------------------------------------ |
| 8    | 1월 1일   | (프랑스) 105년 세월의 맛을 판다 - 프랑스 치즈 명가 <필립 올리비에>                      |                                            |
| 9    | 1월 8일   | (영국) 베토벤의 피아노, 열정을 연주하다 - 283년 피아노 명가 <존 브로드우드 앤 선즈>     |                                            |
| 10   | 1월 15일  | (터키) 전통을 두드리다 - 터키 구리 그릇 명가 <카슬란 바크르즐륵>                        |                                            |
| 11   | 1월 22일  | (일본) 사케 한 잔에 담긴 230년의 시간 - <니시오카 주조>                                 |                                            |
| 12   | 1월 29일  | (터키) 챠륵, 역사를 넘어 세계를 걷다 - 터키 신발 명가 <데뎀 오스만르 챠륵>              |                                            |
| 13   | 2월 5일   | (프랑스) 102년 세월이 빚어낸 붉은 향기의 비밀 - 오크통 명가 <프랑수아 프레르>           |                                            |
| 14   | 2월 12일  | (프랑스) 자연에서 얻은 105년의 깊은 향 - 프랑스 비누 명가 <랑팔 라투르>                 |                                            |
| 15   | 2월 19일  | (미국) 뉴욕의 맛을 요리하다 - 144년 전통 스테이크 명가 <올드 홈스테드>                  |                                            |
| 16   | 2월 26일  | (한국) 세월의 향을 빚다 - 87년 전통 막걸리 명가 <지평주조>                              | 한국편(경기)                               |
| 17   | 3월 4일   | (일본) 세상을 물들이다 - 일본 염료 명가 <다나카나오 염료점>                             |                                            |
| 18   | 3월 11일  | (이탈리아) 역사의 물길을 가르다 - 128년 전통 곤돌라 조선소 <도메니코 트라몬틴>          |                                            |
| 19   | 3월 18일  | (중국) 천하 제일의 먹을 꿈꾸다 - 270년 중국 <후카이원 먹 공방>                          |                                            |
| 20   | 3월 25일  | (한국) 과거를 되살려 현대에 처방하다 - 165년 전통 <춘원당>                              | 한국편(서울)                               |
| 21   | 4월 1일   | (일본) 시대가 원하는 맛을 만든다 - 436년 전통 <헤이하치자야>                            |                                            |
| 22   | 4월 8일   | (이탈리아) 세월의 멋을 지킨다 - 106년 전통 가방 명가 <보욜라>                           |                                            |
| 23   | 4월 15일  | (미국) 100년의 달콤함을 지킨다 - 118년 디저트 가게 <베니에로>                           |                                            |
| 24   | 4월 22일  | (독일) 137년 전통 기술로 완성하는 현대의 멋 - 독일 모자 명가 <후트쾨니히>               |                                            |
| 25   | 4월 29일  | (한국) 전통을 뛰어넘는 무쇠제품을 만든다 - 102년 역사 주물 명가 <안성주물>              | 한국편(경기)                               |
| 26   | 5월 6일   | (오스트리아) 세상에 단 하나뿐인 신발 - 196년 전통 오스트리아 구두 명가 <루돌프 쉐어>    |                                            |
| 27   | 5월 13일  | (폴란드) 222년 전통으로 빚는 도자기 - 폴란드 도자기 명가 <치미엘루프>                   |                                            |
| 28   | 5월 20일  | (미국) 전통 기타의 도전과 혁신 - 179년 역사 미국 기타 명가 <마틴>                       |                                            |
| 29   | 5월 27일  | (오스트리아) 시대를 이어온 울림의 기록 - 413년 오스트리아 <그리스마이어 종>             |                                            |
| 30   | 6월 3일   | (한국) 단 한 사람만을 위한 맞춤 칼 - 85년 전통 <한밭 대장간>                            | 한국편(서울)                               |
| 31   | 6월 10일  | (일본) 153년 혁신으로 이어온 녹차의 맛 - 일본 녹차 명가 <나카무라 토키치>               |                                            |
| 32   | 6월 17일  | (프랑스) 역사가 흐르는 직물을 만든다 - 362년 전통 프랑스 직물 명가 <장 로즈>            |                                            |
| 33   | 6월 24일  | (한국) 전통 한지의 새로운 도전 - 122년 한지 명가 <장지방>                               | 한국편(경기)                               |
| 34   | 7월 1일   | (일본) 편안한 잠을 위한 182년의 연구 - 일본 침구 회사 <이와타>                          |                                            |
| 35   | 7월 8일   | (이탈리아) 111년 전통으로 나폴리의 맛을 계승한다 - 이탈리아 나폴리 피자 명가 <스타리타> |                                            |
| 36   | 7월 15일  | (독일) 시대를 따르는 감각 - 103년 전통 넥타이 명가 <에드소어 크로넨>                    |                                            |
| 37   | 7월 22일  | (이탈리아) 개성 있는 디자인으로 승부한다 - 152년 이탈리아 수제 우산 <마리오 탈라리코>   |                                            |
| 38   | 7월 29일  | (한국) 옹기, 변화의 시작 - 162년 전통 <예산 옹기>                                       | 한국편(충남)                               |
| 39   | 8월 5일   | (일본) 222년을 지켜온 교토의 맛 - 일본 유바 명가 <유바키치>                             |                                            |
| 40   | 8월 19일  | (체코) 자발적이고 즐거운 21만 시간 - 112년 전통 체코 레스토랑 <우 깔리하>               |                                            |
| 41   | 8월 25일  | (한국) 최강 금고에서 첨단 금고로의 진화 - 80년 전통 <신성금고>                          | 한국편(서울)                               |
| 42   | 9월 2일   | (체코) 546년, 전통의 복원 - 체코 맥주 명가 <우 메드비드쿠>                              |                                            |
| 43   | 9월 9일   | (미국) 평생 품질보증 - 110년 전통 미국 <벅 나이프>                                      |                                            |
| 44   | 9월 16일  | (독일) 작품을 담는 또 하나의 작품 - 158년 액자 명가 <F.G. 콘젠>                         |                                            |
| 45   | 9월 23일  | (일본) 혁신으로 이어온 천 년의 전통 - 일본 주물 명가 <덴라이 코보>                      |                                            |
| 46   | 9월 30일  | (한국) 변화와 도전 - 88년 전통 <거창 유기>                                              | 한국편(경남) 추석으로 인해 1시 40분에 방송 |
| 47   | 10월 7일  | (터키) 192년을 지켜온 달콤한 디저트 - 터키 <카라쿄이 귤류올루>                          |                                            |
| 48   | 10월 14일 | (포르투갈) 자연과의 조화로 최상의 코르크를 만든다 - 142년 역사 포르투갈 <아모림>        |                                            |
| 49   | 10월 21일 | (일본) 152년, 고객을 위해 지켜온 맛! - 과자 명가 일본 <센슈안 총본가>                   |                                            |
| 50   | 10월 28일 | (한국) 4대를 이어온 정직과 신뢰 - 108년 도정 명가 <제희 미곡종합처리장>                 | 한국편(전북)                               |
| 51   | 11월 4일  | (터키) 화려함으로 세계를 사로잡다 - 169년 전통 도자기 공방 터키 <규라이 촘렉칠릭>       |                                            |
| 52   | 11월 11일 | (포르투갈) 꿈을 만드는 연필 공장 - 105년 전통 포르투갈 <비아르쿠>                       |                                            |
| 53   | 11월 18일 | (미국) 무한대의 빛을 창조하는 유리 - 124년 전통 미국 <코코모 오펄레슨트 글라스>         |                                            |
| 54   | 11월 25일 | (한국) 천 번의 손길로 만드는 단 하나의 신발 - <송림수제화>                              | 한국편(서울)                               |
| 55   | 12월 2일  | (스페인) 희망을 담은 100년의 불빛 - 스페인 양초 회사 <세라스 로우라>                    |                                            |
| 56   | 12월 9일  | (벨기에) 역사의 가치를 복원한다 - 173년 벨기에 골동품 전문점 <코스테르망스>             |                                            |
| 57   | 12월 16일 | (스페인) 최고의 고기 맛을 지켜온 100년의 정육점 - 스페인 <솔로부예>                     |                                            |
| 58   | 12월 23일 | (프랑스) 행복이 담긴 살아있는 초콜릿 - 프랑스 <이르상제르>                              |                                            |
| 59   | 12월 30일 | (한국) 사라지는 유산을 지킨다 - 156년 전통 <금박연>                                     | 한국편(서울)                               |
| 60   | 1월 6일   | (벨기에) 단 한 사람만을 위한 보석 - 165년 벨기에 <드 그레프>                            |                                            |
| 61   | 1월 13일  | 기획 특집 100년의 꿈 - 제1부 한국의 가게, 100년을 향하여                                |                                            |
| 62   | 1월 20일  | 기획 특집 100년의 꿈 - 제2부 100년의 가게, 성공의 조건                                  |                                            |

## 같이 보기
- 신화창조의 비밀(2003년 11월 7일 ~ 2005년 10월 28일)
- 신화창조(2005년 11월 6일 ~ 2006년 9월 24일)
- 기업 열전 K1(2009년 10월 22일 ~ 2010년 12월 30일)
- 히든 챔피언(2013년 4월 10일 ~ 2013년 8월 14일)
- 작은 거인(2013년 10월 27일 ~ 2013년 12월 29일)
- 희망기업 열전(2013년 10월 25일 ~ 2014년 5월 2일)